# Eudarcia lattakianum
Eudarcia lattakianum is een vlinder uit de familie van de Meessiidae. Deze soort is voor het eerst wetenschappelijk beschreven als Obesoceras lattakianum door Günther Petersen in een publicatie uit 1968.
De soort komt voor in Syrië.